# Hautes Fagnes
Le Hautes Fagnes (in tedesco Hohes Venn, in olandese Hoge Venen) sono un altopiano situato tra la Vallonia, in Belgio e i land tedeschi di Renania-Palatinato e Renania Settentrionale-Vestfalia.
Dal 1957 formano la più grande area protetta del Belgio, poi allargata anche al territorio tedesco con il Parco naturale delle Hautes Fagnes-Eifel. Il punto più elevato dell'altopiano è il Signal de Botrange (694 m s.l.m.), che è anche il punto più alto del Belgio.